# Der große Blonde kehrt zurück
Der große Blonde kehrt zurück ist eine französische Filmkomödie von Yves Robert aus dem Jahr 1974. Es handelt sich um die Fortsetzung des Films Der große Blonde mit dem schwarzen Schuh aus dem Jahr 1972.

## Handlung
Nach seinem unwissentlichen Einsatz als Lockvogel des Geheimdienstleiters Alphonse Toulouse, der den stellvertretenden Geheimdienstleiter Milan das Leben kostete, flog Geiger François Perrin mit seiner Geliebten Christine nach Rio de Janeiro. Seither sind drei Monate vergangen und in Frankreich wurde ein neuer Minister gewählt. Ihm zur Seite steht Kommissar Cambrai, der sich zum Ziel gesetzt hat, den Tod Milans aufzuklären. Er vermutet hinter allem eine Falle Toulouses, was durch einen Brief François’ an seinen Freund Maurice bestätigt wird: In ihm berichtet François, dass er nur als Lockvogel benutzt wurde. Von Cambrai beeinflusst, beauftragt der Minister Toulouse, ihm François vorzustellen. Der soll am nächsten Mittwoch in Paris auf einem Konzert geigen. Toulouse schickt die Killer Charmant und Prince nach Rio, um François zu ermorden. Dem Minister teilt er mit, dass François tot sei; eine große Beerdigung wird organisiert und durchgeführt, doch schaffen es die Killer nicht, François zu erschießen. Schließlich fliegt Toulouse selbst nach Rio, bringt Christine in seine Gewalt und zwingt François, sich nach seinen Instruktionen zu verhalten.
François kehrt als scheinbar eiskalter Killer nach Paris zurück, wobei er diesmal durch ein Missgeschick einen schwarzen und einen roten Schuh trägt. Die Warnungen von Maurice und Paulette, die ihn am Flughafen erwarten, weist er zurück. Er wird von Toulouse und Perrache abgeholt, die ihn auf den neusten Stand bringen. Weil Cambrai nicht glaubt, dass François ein Superagent ist, soll er auf Anweisung des Ministers einen besonders gefährlichen Auftrag erhalten, um sein Können zu beweisen. Toulouse und Perrache begleiten ihn zum Minister und stellen François als ausgebrannt dar, der Urlaub brauche. Der Minister hat ein Einsehen, doch glaubt Cambrai, belogen zu werden. Er kündigt an, François besonders zu überwachen. Weil Cambrais Akte deutlich macht, dass er bisher ausschließlich Schreibtischarbeiten erledigt hat, jedoch bei jeder Aufregung einen Zusammenbruch erleidet, inszenieren Toulouse und Perrache einen Superagentenauftritt für François. Auf einem abgelegenen Gelände wird er von verschiedenen Personen angegriffen, erschießt einen irren Chinesen und kurz darauf eine ganze Gruppe von Angreifern. Toulouses dabei eingebauter Falle, die zum tatsächlichen Tod François’ führen sollte, entgeht der Geiger jedoch. Cambrai hat die Aktionen zusammen mit Maurice miterlebt und ist erschüttert. Beide finden jedoch heraus, dass in François’ Waffe nur Platzpatronen waren. Sie entwickeln einen Plan, um Toulouse endlich zu fassen, und weihen auch François ein.
Christine, die von Toulouse freigelassen wird, trifft François im Bett mit Maurices Frau Paulette an. Sie reagiert fassungslos und geht, wird jedoch von Maurice abgefangen und ebenfalls in den Plan eingeweiht. Am Abend findet das Konzert statt, bei dem François als erster Geiger spielen wird. Toulouse plant, François während des Konzerts erschießen zu lassen. Cambrai ahnt es und sucht Toulouse vor dem Konzert auf; er kündigt ihm Konsequenzen an, falls François etwas geschieht, zumal auch Maurice gegen Toulouse aussagen wird. Toulouse ruft Charmant und Prince zurück. Während des Konzerts erscheint Christine und erschießt François auf offener Bühne. Toulouse und Cambrai eilen auf die Bühne, Maurice kündigt an, gegen Toulouse auszusagen, und der greift sich Christines Revolver und schießt auf Cambrai. Erst jetzt erkennt er, dass es sich nur um Platzpatronen gehandelt hat. Er verlässt die Bühne und erschießt sich scheinbar mit Perraches Pistole. Auch hier handelte es sich nur um Platzpatronen, sodass Perrache und Toulouse ungestört fliehen können. Cambrai bedankt sich bei allen, die ihm geholfen haben und François schlägt ihn am Ende für sein Agent-Sein nieder, bevor er Christine küsst. Der Minister jedoch entschließt sich, sein Amt aufzugeben.

## Produktion
Der große Blonde kehrt zurück wurde unter anderem in Paris und Rio de Janeiro gedreht. Die Kostüme schuf Paulette Breil, die Filmbauten stammen von Théobald Meurisse. Der Film lief am 18. Dezember 1974 in den französischen Kinos an und kam am 21. März 1975 auch in die bundesdeutschen Kinos. Ab 25. Dezember 1976 wurde er in den Kinos der DDR gezeigt und war am 30. Dezember 1981 erstmals auf DFF 2 im deutschen Fernsehen zu sehen. Im September 2004 erschien der Film auf DVD.

## Synchronisation
In der Bundesrepublik wurde der Film von der Rainer Brandt Film, Berlin synchronisiert. Die Synchronisation für die Aufführung in der DDR übernahm das DEFA-Studio für Synchronisation.
| Rolle             | Darsteller        | Synchronsprecher BRD    | Synchronsprecher DDR |
| ----------------- | ----------------- | ----------------------- | -------------------- |
| François Perrin   | Pierre Richard    | Harry Wüstenhagen       | Winfried Wagner      |
| Maurice Lefebvre  | Jean Carmet       | Friedrich W. Bauschulte | Hans Gora            |
| Alphonse Toulouse | Jean Rochefort    | Rolf Schult             | Walter Niklaus       |
| Christine         | Mireille Darc     | Renate Küster           | Gisela Büttner       |
| Minister          | Jean Bouise       | Harald Juhnke           | Manfred Zetzsche     |
| Cambrai           | Michel Duchaussoy | Thomas Danneberg        | Rüdiger Evers        |
| Perrache          | Paul Le Person    | Klaus Sonnenschein      | Hans-Robert Wille    |
| Paulette          | Colette Castel    | Renate Danz             | Barbara Lotzmann     |
| Charmant          | Henri Guybet      | Heinz Theo Branding     |                      |

## Kritiken
Das Lexikon des internationalen Films nannte Der große Blonde kehrt zurück eine „weitgehend launige Fortsetzung […], jedoch mit merklichen Temposchwankungen und dünner werdenden Pointen.“ Für Cinema war der Film eine „schlappe Fortsetzung“.